# Riesi
Riesi er en italiensk by (og kommune) i regionen Sicilien i Italien, med omkring 10.502(2023) indbyggere.  